# Rolando Ortiz
Pour les articles homonymes, voir Ortiz.
Rolando Gabriel Ortiz Celis, né le 20 février 1970 à Bogota, est un coureur de fond colombien. Il a remporté le titre de champion du monde de course en montagne 2006.

## Biographie
Rolando ne débute l'athlétisme sur piste que relativement tard, vers l'âge de 20 ans, se spécialisant d'abord dans le demi-fond. Il prend part à la seule édition des Jeux de l'océan Pacifique qui se déroulent à Cali durant l'été 1995. Il y remporte la médaille de bronze sur 800 m.
Il épouse l'athlète Martha Roncería en 2002.
En 2003, il se met à la course sur route. Il connaît son premier succès le 25 janvier 2004 lorsqu'il remporte la course de Girardot en battant au terme d'un sprint final le favori, le Mexicain Armando Quintanilla (en).
Le 23 juin 2005, il devient champion de Colombie du 5 000 m en 14 min 36 s 97. Le lendemain, il termine quatrième des championnats d'Amérique du Sud d'athlétisme sur la même distance en 14 min 33 s 28.
Il remarque que, lors de ses entraînements, il est à l'aise dans les courses en montée. Il décide de prouver qu'il est capable de s'imposer en course en montagne. Le 19 août 2006, il termine deuxième de la course des championnats d'Amérique du Sud de course en montagne. Néanmoins, il n'est pas engagé officiellement pour les championnats et c'est son compatriote Jhon Jairo Vargas qui décroche la médaille d'argent,. Deux jours avant le Trophée mondial de course en montagne, le champion en titre Jonathan Wyatt doit subir un traitement contre la rage après avoir été mordu par des chiens. Il se présente malgré tout au départ. Rolando effectue une course au coude-à-coude avec Jonathan et s'impose avec six secondes d'avance. Le 25 novembre, il tient tête à Francis Kibiwott lors de la course de montagne du Ranch Obudu. Il doit cependant s'incliner et termine deuxième en remportant la somme de 20 000 $.
Il abandonne au Trophée mondial de course en montagne 2007 à Ovronnaz, peu à l'aise sur les descentes. Sur conseil de sa compatriote installée en Suisse, Fabiola Rueda-Oppliger, il participe au demi marathon de Jussy la veille de son retour. Il le remporte en 1 h 12 min 22 s.
Il devient ensuite entraîneur sportif, puis crée la Fundación Deporte y Futoro en 2015, une association à but non lucratif qui promeut le sport en Colombie avec éthique, transparence et respect,.

## Palmarès
| Année | Compétition                                 | Lieu     | Place | Épreuve       | Temps          |
| ----- | ------------------------------------------- | -------- | ----- | ------------- | -------------- |
| 1995  | Jeux de l'océan Pacifique                   | Cali     | 3e    | 800 m         | 1 min 53 s 03  |
| 2004  | Course de Girardot                          | Girardot | 1er   | 15 kilomètres | 34 min 55 s    |
| 2005  | Semi-marathon de Neiva                      | Neiva    | 2e    | Semi-marathon | 1 h 5 min 36 s |
| 2005  | Championnats de Colombie d'athlétisme       | Cali     | 1er   | 5 000 m       | 14 min 36 s 97 |
| 2005  | Championnats d'Amérique du Sud d'athlétisme | Cali     | 4e    | 5 000 m       | 14 min 33 s 28 |
| 2006  | Nike 10K Bogotá                             | Bogota   | 2e    | 10 kilomètres | 28 min 23 s    |
| 2007  | Nike 10K Bogotá                             | Bogota   | 1er   | 10 kilomètres | 30 min 2 s     |
| 2009  | Nike Human Race 10K Bogotá                  | Bogota   | 1er   | 10 kilomètres | 31 min 38 s    |

### Course en montagne
| no  | masculin          | Course                                | Longueur | Départ            | Temps       |
| --- | ----------------- | ------------------------------------- | -------- | ----------------- | ----------- |
| 1re | Médaille d'or     | Trophée mondial de course en montagne | 12 km    | 10 septembre 2006 | 56 min 16 s |
| 2e  | Médaille d'argent | Course de montagne du Ranch Obudu     | 11 km    | 25 novembre 2006  | 43 min 8 s  |

## Records
| Épreuve       | Performance    | Date             | Lieu     |
| ------------- | -------------- | ---------------- | -------- |
| 800 mètres    | 1 min 50 s 3   | 1997             | Mexico   |
| 1 500 mètres  | 3 min 46 s 0   | 1996             | Portugal |
| 5 000 mètres  | 14 min 32 s    | 2004             | Bogota   |
| 10 000 mètres | 30 min 10 s    | 2006             | Bogota   |
| 10 kilomètres | 28 min 23 s    | 12 novembre 2006 | Bogotá   |
| 15 kilomètres | 43 min 55 s    | 25 janvier 2004  | Girardot |
| Semi-marathon | 1 h 5 min 32 s | 6 juillet 2003   | Cali     |